# 9.º Exército (Alemanha)
O 9º Exército Panzer (em alemão: 9. Armee) foi formado em 15 de maio de 1940 a partir do staff do Oberbefehlshaber Ost. Durante o período entre 4-8 de maio de 1945, as sobras do 9. Armee, foram anexadas ao 12. Armee, cruzaram a margem oeste do rio Elba e se renderam ao 9º Exército Norte Americano.

## Comandantes
| Comandante                                             | Data                                              |
| ------------------------------------------------------ | ------------------------------------------------- |
| Generaloberst Johannes Blaskowitz                      | (14 de Maio de 1940 - 29 de Maio de 1940)         |
| Generaloberst Adolf Strauß                             | (30 de Maio de 1940 - 15 de Janeiro de 1942)      |
| Generalfeldmarschall Walter Model                      | (15 de Janeiro de 1942 - 23 de Maio de 1942)(WIA) |
| General der Infanterie Albrecht Schubert               | (23 de Maio de 1942 - 10 de Junho de 1942)        |
| Generaloberst Heinrich von Viettinghoff genannt Scheel | (10 de Junho de 1942 - 1 de Dezembro de 1942)     |
| Generalfeldmarschall Walter Model                      | (1 de Dezembro de 1942 - 19 de Março de 1943)     |
| Generaloberst Josef Harpe                              | (19 de Março de 1943 - 30 de Março de 1943)       |
| Generalfeldmarschall Walter Model                      | (30 de Março de 1943 - 20 de Maio de 1943)        |
| Generaloberst Josef Harpe                              | (20 de Maio de 1943 - 9 de Junho de 1943)         |
| Generalfeldmarschall Walter Model                      | (9 de Junho de 1943 - 4 de Novembro de 1943)      |
| Generaloberst Josef Harpe                              | (4 de Novembro de 1943 - 1 de Maio de 1944)       |
| General der Infanterie Hans Jordan                     | (20 de Maio de 1944 - 27 de Junho de 1944)        |
| General der Panzertruppe Nikolaus von Vormann          | (27 de Junho de 1944 - 1 de Setembro de 1944)     |
| General der Panzertruppe Smilo Freiherr von Lüttwitz   | (1 de Setembro de 1944 - 19 de Janeiro de 1945)   |
| General der Infanterie Theodor Busse                   | (19 de Janeiro de 1945 - 8 de Maio de 1945)       |

### Chiefs of Staff
| Generalmajor Karl-Adolf Hollidt (15 de Maio de 1940 - 25 de Outubro de 1940)         |
| Oberst Kurt Weckmann (25 de Outubro de 1940 - 16 de Outubro de 1941) (WIA)           |
| Oberst Rudolf Hofmann (27 de Outubro de 1941 - 14 de Janeiro de 1942)                |
| Generalmajor Hans Krebs (14 de Janeiro de 1942 - 30 de Janeiro de 1943)              |
| Oberst Harald Freiherr von Elverfeldt (30 de Janeiro de 1943 - 1 de Outubro de 1943) |
| Generalmajor Helmut Staedke (1 de Outubro de 1943 - 15 de Julho de 1944)             |
| Oberst Heinz Langmann (15 de Julho de 1944 - 15 de Agosto de 1944)                   |
| Generalmajor Helmut Staedke (15 de Agosto de 1944 - 30 de Novembro de 1944)          |
| Generalmajor Johannes Hölz (30 de Novembro de 1944 - 29 de Abril de 1945) (KIA)      |

### Oficiais de Operações (Ia)
| Oberstleutnant Erwin Gerlach (15 de Maio de 1940 - 28 de Maio de 1940)         |
| Oberstleutnant Heinz von Gyldenfeldt (28 de Maio de 1940 - 6 de Março de 1941) |
| Oberst Edmund Blaurock (6 de Março de 1941 - 4 de Março de 1942)               |
| Oberst Johannes Hölz (4 de Março de 1942 - 25 de Janeiro de 1944)              |
| Oberstleutnant Ulrich Ulms (25 de Janeiro de 1944 - 20 de Maio de 1944)        |
| Oberstleutnant Albert Schindler (5 de Junho de 1944 - 5 de Novembro de 1944)   |
| Oberstleutnant Claus Obermair (5 de Novembro de 1944 - 1 de Fevereiro de 1945) |
| Oberstleutnant Fritz Hoefer (1 de Fevereiro de 1945 - Maio de 1945)            |

## Área de Operações
- França (Maio de 1940 - Abril de 1941)[2]
- Frente Ocidental  (Junho de 1941 - Maio de 1945)

## Ordem de Batalha
9 de Junho de 1940
- XXXII Corpo de Exército
- XVIII Corpo de Exército
- XXXXIII Corpo de Exército
- 88ª Divisão de Infantaria
- 96 Corpo de Exército

21 de Dezembro de 1940
- A disposição do 9. Armee
  - Division-Kommando z.b.V. 444
  - X Corpo de Exército
- VIII Corpo de Exército
  - 8ª Divisão de Infantaria
  - 28ª Divisão de Infantaria
- XXXVIII Corpo de Exército
  - 26ª Divisão de Infantaria
  - 34ª Divisão de Infantaria
  - 254ª Divisão de Infantaria
- XXIX Corpo de Exército
  - 253ª Divisão de Infantaria
  - 78ª Divisão de Infantaria
- Höheres Kommando z.b.V. XXXII
  - 295ª Divisão de Infantaria
  - 227ª Divisão de Infantaria
- XXXXIII Corpo de Exército
  - 57ª Divisão de Infantaria
  - 170ª Divisão de Infantaria

5 de Junho de 1941
- VI Corpo de Exército
- VIII Corpo de Exército
- V Corpo de Exército
- II Corpo de Exército
- Panzergruppe 3

4 de Dezembro de 1941
- XXIII Corpo de Exército
- VI Corpo de Exército
- XXVII Corpo de Exército

2 de Janeiro de 1942
À disposição do 9. Armee
- - SS-Kavallerie-Brigade
- XXVII Corpo de Exército
  - 86ª Divisão de Infantaria
  - 251ª Divisão de Infantaria
  - 162ª Divisão de Infantaria
  - 129ª Divisão de Infantaria
- VI Corpo de Exército
  - 161ª Divisão de Infantaria
  - 110ª Divisão de Infantaria
  - 6ª Divisão de Infantaria
  - 26ª Divisão de Infantaria
  - 1/3 339ª Divisão de Infantaria
- XXIII Corpo de Exército
  - 1/3 81ª Divisão de Infantaria
  - 256ª Divisão de Infantaria
  - 206ª Divisão de Infantaria
  - 102ª Divisão de Infantaria
  - 253ª Divisão de Infantaria

22 de Abril de 1942
- Gruppe Funck (a disposição do 9. Armee)
  - 246ª Divisão de Infantaria
  - 7ª Divisão Panzer (maior parte)
  - 5ª Divisão Panzer (parte)
  - 2ª Divisão Panzer (parte)
- XXXXI Corpo de Exército
  - 342ª Divisão de Infantaria + Lehr-Brigade 900 (part)
  - Stab + 2ª Divisão Panzer (parte)
  - 36ª Divisão de Infantaria (mot)
  - 6ª Divisão Panzer (parte)
- Gruppe Recke
  - 129ª Divisão de Infantaria (maior parte)
  - 161ª Divisão de Infantaria
  - 162ª Divisão de Infantaria
- VI Corpo de Exército
  - 6ª Divisão de Infantaria
  - 256ª Divisão de Infantaria (maior parte) + 339ª Divisão de Infantaria (parte) + 102ª Divisão de Infantaria (parte)
  - 26ª Divisão de Infantaria
- XXXXVI Corpo de Exército
  - 251ª Divisão de Infantaria + 1/3 216ª Divisão de Infantaria
  - SS-Division Das Reich
  - 14ª Divisão de Infantaria (mot)
  - 206ª Divisão de Infantaria + 129ª Divisão de Infantaria (parte)
  - 328ª Divisão de Infantaria (parte)
- XXIII Corpo de Exército
  - 253ª Divisão de Infantaria
  - 102ª Divisão de Infantaria (maior parte)
  - Stab + 1/3 110ª Divisão de Infantaria + SS-Kavallerie-Brigade + 256ª Divisão de Infantaria (parte)
  - 1ª Divisão Panzer (maior parte) + 2ª Divisão Panzer (parte) + 208ª Divisão de Infantaria (parte)
  - 5ª Divisão Panzer (parte)
- XXVII Corpo de Exército
  - 110ª Divisão de Infantaria (maior parte) + 7ª Divisão Panzer (parte)
  - 1/3 328ª Divisão de Infantaria
  - 5ª Divisão Panzer (parte) + 2ª Divisão Panzer (parte)
  - 2/3 86ª Divisão de Infantaria
- LVI Corpo de Exército (Gruppe Decker)
  - 1/3 86ª Divisão de Infantaria
  - 6ª Divisão Panzer (maior parte)
  - 1/3 328ª Divisão de Infantaria + 2ª Divisão Panzer (parte)
  - Gruppe Decker (2ª Divisão Panzer (parte)

11 de Maio de 1942
- Gruppe Esebeck
- Gruppe Raus
- XXIII Corpo de Exército
- XXVII Corpo de Exército
- VI Corpo de Exército
- XXXXI Corpo de Exército

24 de Junho de 1942
- VI Corpo de Exército
  - 6ª Divisão de Infantaria + 1/3 339ª Divisão de Infantaria
  - 256ª Divisão de Infantaria
  - 26ª Divisão de Infantaria
- XXVII Corpo de Exército
  - 251ª Divisão de Infantaria
  - 14ª Divisão de Infantaria (mot)
  - 206ª Divisão de Infantaria
  - 86ª Divisão de Infantaria (Südfront)
- XXIII Corpo de Exército
  - 253ª Divisão de Infantaria
  - 129ª Divisão de Infantaria
  - 110ª Divisão de Infantaria
  - 102ª Divisão de Infantaria
- XXXXVI Corpo de Exército
  - 87ª Divisão de Infantaria
  - 2/3 328ª Divisão de Infantaria
  - 5ª Divisão Panzer
- Gruppe Esebeck (Stab 2ª Divisão Panzer)
  - 246ª Divisão de Infantaria
  - 2ª Divisão Panzer
  - 197ª Divisão de Infantaria
- XXXXI Corpo de Exército

8 de Agosto de 1942
- VI Corpo de Exército
- XXXXVI Corpo Panzer
- XXIII Corpo de Exército
- XXXIX Corpo Panzer

22 de Agosto de 1942
- VI Corpo de Exército
- XXVII Corpo de Exército
- XXXXVI Corpo Panzer
- XXIII Corpo de Exército
- XXXIX Corpo Panzer

15 de Novembro de 1942
A disposição do 9. Armee
- - Infanterie-Division “Großdeutschland”
  - 9ª Divisão Panzer
  - 1/3 337ª Divisão de Infantaria
  - Polizei-Regiment 13
  - 11ª Divisão Panzer (parte)
  - SS-Kavallerie-Division
  - 14ª Divisão de Infantaria (mot)
  - 1ª Divisão Panzer
- XXXIX Corpo Panzer
  - 2/3 78ª Divisão de Infantaria
  - 5ª Divisão Panzer
  - 102ª Divisão de Infantaria + 1/3 78ª Divisão de Infantaria
  - 2/3 337ª Divisão de Infantaria
- XXVII Corpo de Exército
  - 95ª Divisão de Infantaria
  - 72ª Divisão de Infantaria
  - 256ª Divisão de Infantaria
  - 129ª Divisão de Infantaria + 6ª Divisão de Infantaria
  - 2/3 87ª Divisão de Infantaria + 1/3 110ª Divisão de Infantaria + 251ª Divisão de Infantaria (parte)
  - 251ª Divisão de Infantaria (maior parte)
- XXIII Corpo de Exército
  - 206ª Divisão de Infantaria
  - 253ª Divisão de Infantaria + 2/3 110ª Divisão de Infantaria + 1/3 87ª Divisão de Infantaria
  - 86ª Divisão de Infantaria
  - 246ª Divisão de Infantaria
  - 1/3 10ª Divisão de Infantaria (mot)
- VI Corpo de Exército
  - 2. Luftwaffen-Feld-Division
  - 197ª Divisão de Infantaria
  - 7. Flieger-Division
- XXXXI Corpo Panzer
  - 330ª Divisão de Infantaria
  - 205ª Divisão de Infantaria + 1/3 328ª Divisão de Infantaria

1 de Dezembro de 1942
- VI Corpo de Exército
- XXX Corpo de Exército
- XXXXI Corpo de Exército
- XXIII Corpo de Exército
- XXVII Corpo de Exército
- XXXIX Corpo de Exército

1 de Janeiro de 1943
A disposição do 9. Armee
- - 78ª Divisão de Infantaria
  - 83ª Divisão de Infantaria
- XXXIX Corpo Panzer
  - Gruppe Müller-Gebhard: 95ª Divisão de Infantaria, 72ª Divisão de Infantaria, 256ª Divisão de Infantaria
  - 2/3 6ª Divisão de Infantaria + 2/3 129ª Divisão de Infantaria
  - Gruppe Burdach: 87ª Divisão de Infantaria, 251ª Divisão de Infantaria, 9ª Divisão Panzer + 1/3 6ª Divisão de Infantaria + 206ª Divisão de Infantaria (parte)
  - 14ª Divisão de Infantaria (mot)
  - XXIII Corpo de Exército (juntamente com o Gruppe General Hörnlein & Gruppe General Praun)
  - 206ª Divisão de Infantaria (maior parte)
  - 12ª Divisão Panzer
  - 20ª Divisão Panzer (maior parte)
  - 253ª Divisão de Infantaria
  - 110ª Divisão de Infantaria
  - 86ª Divisão de Infantaria (maior parte) + 1ª Divisão de Infantaria (parte)
- XXXXI Corpo Panzer
  - 246ª Divisão de Infantaria
  - SS-Kavallerie-Division
  - 2. Luftwaffen-Feld-Division
  - 52ª Divisão de Infantaria
- VI Corpo de Exército
  - 197ª Divisão de Infantaria
  - 20ª Divisão Panzer (part)
  - 7. Flieger-Division
  - 1/3 330ª Divisão de Infantaria + 1/3 328ª Divisão de Infantaria
  - 205ª Divisão de Infantaria (parte)

7 de Julho de 1943
- XX Corpo de Exército
  - 251ª Divisão de Infantaria
  - 137ª Divisão de Infantaria
  - 45ª Divisão de Infantaria
  - 72ª Divisão de Infantaria
- XXXXVI Corpo Panzer
  - 102ª Divisão de Infantaria
  - 258ª Divisão de Infantaria + Gruppe von Manteuffel
  - 7ª Divisão de Infantaria
  - 31ª Divisão de Infantaria
- XXXXVII Corpo Panzer
  - 20ª Divisão Panzer
  - 6ª Divisão de Infantaria
  - 2ª Divisão Panzer
  - 9ª Divisão Panzer
- XXXXI Corpo Panzer
  - 18ª Divisão Panzer
  - 292ª Divisão de Infantaria
  - 86ª Divisão de Infantaria
- XXIII Corpo de Exército
  - 78. Sturm-Division
  - 216ª Divisão de Infantaria
  - 383ª Divisão de Infantaria + ½ 36ª Divisão de Infantaria

20 de Novembro de 1943
- XXXV Corpo de Exército
  - 45ª Divisão de Infantaria
  - 36ª Divisão de Infantaria
  - 31ª Divisão de Infantaria
  - Kampfgruppe 6.
  - 299ª Divisão de Infantaria
  - 134ª Divisão de Infantaria
- XXIII Corpo de Exército
  - 296ª Divisão de Infantaria
  - 253ª Divisão de Infantaria
  - 383ª Divisão de Infantaria (maior parte)
  - 707ª Divisão de Infantaria
- LV Corpo de Exército
  - 110ª Divisão de Infantaria
  - 267ª Divisão de Infantaria
- XXXXI Corpo Panzer
  - 260ª Divisão de Infantaria
  - 131ª Divisão de Infantaria

3 de Dezembro de 1943
- XXXXI Corpo de Exército
- LV Corpo de Exército
- XXIII Corpo de Exército
- XXXV Corpo de Exército

26 de Dezembro de 1943
- XXXXI Corpo Panzer
  - 134ª Divisão de Infantaria + 1. SS-Infanterie-Brigade (mot) + Kavallerie-Regiment Mitte
  - 253ª Divisão de Infantaria
  - 16ª Divisão Panzer
- XXXV Corpo de Exército
  - 383ª Divisão de Infantaria + 707ª Divisão de Infantaria + 36ª Divisão de Infantaria
  - 299ª Divisão de Infantaria + 45ª Divisão de Infantaria
- LV Corpo de Exército
  - 6ª Divisão de Infantaria
  - 296ª Divisão de Infantaria
  - 110ª Divisão de Infantaria (most)
  - 31ª Divisão de Infantaria

15 de Abril de 1944
- A disposição do 9. Armee
  - LV Corpo de Exército
- XX Corpo de Exército
  - 102ª Divisão de Infantaria
  - 292ª Divisão de Infantaria
  - XXXXI Corpo Panzer
  - 129ª Divisão de Infantaria
  - 35ª Divisão de Infantaria
  - 110ª Divisão de Infantaria
  - 36ª Divisão de Infantaria
- XXXV Corpo Panzer
  - 45ª Divisão de Infantaria + 707ª Divisão de Infantaria (part)
  - 383ª Divisão de Infantaria
  - 6ª Divisão de Infantaria
  - 296ª Divisão de Infantaria + 707ª Divisão de Infantaria (most)
- Gruppe Generalleutnant von Kessel (subordinado ao XXXV Corpo de Exército)
  - 134ª Divisão de Infantaria
  - 20ª Divisão Panzer

15 de Maio de 1944
A disposição do 9. Armee
- - 110ª Divisão de Infantaria
- LV Corpo de Exército
  - 102ª Divisão de Infantaria
  - 292ª Divisão de Infantaria
- XXXXI Corpo Panzer
  - 129ª Divisão de Infantaria
  - 35ª Divisão de Infantaria + 707ª Divisão de Infantaria (parte)
  - 36ª Divisão de Infantaria
- XXXV Corpo de Exército
  - 45ª Divisão de Infantaria
  - 383ª Divisão de Infantaria
  - 6ª Divisão de Infantaria
  - 296ª Divisão de Infantaria + 707ª Divisão de Infantaria (maior parte)
  - 134ª Divisão de Infantaria + 20ª Divisão Panzer (parte)

15 de Junho de 1944
- LV Corpo de Exército
  - 102ª Divisão de Infantaria
  - 292ª Divisão de Infantaria
- XXXXI Corpo Panzer
  - 129ª Divisão de Infantaria (maior parte)
  - 35ª Divisão de Infantaria
  - 36ª Divisão de Infantaria
- XXXV Corpo de Exército
  - 45ª Divisão de Infantaria
  - 383ª Divisão de Infantaria
  - 6ª Divisão de Infantaria
  - 296ª Divisão de Infantaria
  - 134ª Divisão de Infantaria
  - 129ª Divisão de Infantaria (parte)

31 de Agosto de 1944
- A disposição do 9. Armee
  - II Corpo de Reserva Hungaro
  - 23ª Divisão de Reserva Hungaro
- XXXXVI Corpo Panzer
  - 19ª Divisão Panzer
  - 17ª Divisão de Infantaria
  - 45. Grenadier-Division
  - Fallschirm-Panzer-Division “Hermann Göring”
  - 6. Grenadier-Division
  - Korps-Abteilung E (Divisionsgruppen 86, 137, 251)
- VIII Corpo de Exército
  - Grenadier-Brigade 1132 + Lehr-Brigade 902
  - 5ª Divisão de Reserva Hungara
- VI Corpo Panzer SS
  - 73ª Divisão de Infantaria
  - 1ª Divisão de Cavalaria Hungara
  - 3. SS-Panzer-Division “Totenkopf”
  - 5. SS-Panzer-Division “Wiking” + Grenadier-Brigade 1131

28 de Setembro de 1944
A disposição do 9. Armee
- - Gruppe von dem Bach
- VIII Corpo de Exército
  - 17ª Divisão de Infantaria
  - 45. Grenadier-Division
  - 6. Grenadier-Division
  - Korps-Abteilung E (Divisionsgruppen 86, 137, 251)
- XXXXVI Corpo Panzer
  - 5ª Divisão de Reserva Hungara
  - Gruppe Generalmajor Rohr
  - 19ª Divisão Panzer
- VI Corpo Panzer SS
  - Fallschirm-Panzer-Division “Hermann Göring”
  - 3. SS-Panzer-Division “Totenkopf”
  - 5. SS-Panzer-Division “Wiking”

13 de Outubro de 1944
- VIII Corpo de Exército
  - 17ª Divisão de Infantaria
  - 45. Volks-Grenadier-Division
  - 6. Volks-Grenadier-Division
  - 251ª Divisão de Infantaria
- XXXXVI Corpo Panzer
  - 5ª Divisão de Reserva Hungara
  - 73ª Divisão de Infantaria
- VI Corpo Panzer SS
  - 19ª Divisão Panzer
  - 3. SS-Panzer-Division “Totenkopf”
  - 5. SS-Panzer-Division “Wiking”

26 de Novembro de 1944
- XXXXVI Corpo de Exército
- VIII Corpo de Exército

31 de Dezembro de 1944
- LVI Corpo Panzer
  - 214ª Divisão de Infantaria
  - 17ª Divisão de Infantaria
- VIII Corpo de Exército
  - 45. Volks-Grenadier-Division
  - 6. Volks-Grenadier-Division
  - 251ª Divisão de Infantaria
- XXXXVI Corpo Panzer
  - 337. Volks-Grenadier-Division
  - Festungskommandant Warschau
  - Sperr-Brigade 1
  - 73ª Divisão de Infantaria

26 de Janeiro de 1945
- A disposição do 9. Armee
  - Divisionsstab z.b.V. 608
- Gruppe Saucken (Panzerkorps “Großdeutschland”)
  - Fallschirm-Panzer-Division 1 “Hermann Göring”
  - 19ª Divisão Panzer (restos)
  - Panzer-Grenadier-Division “Brandenburg”
  - 25. Panzer-Division (restos)
  - Gruppe Jauer (20. Panzergrenadier Division)
  - 16ª Divisão Panzer
  - 17ª Divisão Panzer
- XXXX Corpo Panzer
  - Alarm-Einheiten

1 de Março de 1945
À disposição do 9. Armee
- - 10. Panzergrenadier Division
  - 10ª Divisão Panzer SS Frundsberg
- V Corpo de Montanha SS
  - Divisionsstab z.b.V. 391
  - 32. SS-Freiwilligen-Grenadier-Division “30. Januar”
  - Divisionsstab Raegener (restos 433. & 463ª Divisão de Infantaria)
  - Festung Frankfurt
- XI Corpo de Exército SS
  - 712ª Divisão de Infantaria
  - Panzer-Grenadier-Division “Kurmark”
  - 25. Panzergrenadier Division
  - Festung Küstrin
- CI Corpo de Exército
  - Divisão de Infantaria “Döberitz”
  - Divisão de Infantaria “(Groß-) Berlin”
  - Divisionsstab z.b.V. 606
- Korps Oder
  - 1. Marine-Schützen-Division
  - Gruppe Skorzeny
  - Gruppe Klossek

12 de Abril de 1945
À disposição do 9. Armee
- - 600. (Russische) Infanterie-Division
  - LVI Corpo Panzer
  - 25. Panzer-Grenadier-Division
  - Panzer-Division “Müncheberg”
  - Ausbildungs-Division 256
- V Corpo de Montanha SS
  - Divisionsstab z.b.V. 391
  - 32. SS-Freiwilligen-Grenadier-Division “30. Januar”
  - Divisionsstab Raegener (restos 433. & 463ª Divisão de Infantaria)
  - Festung Frankurt
- XI Corpo de Exército SS
  - 712ª Divisão de Infantaria
  - 169ª Divisão de Infantaria
  - 303ª Divisão de Infantaria (Divisão de Infantaria “Döberitz")
  - 20. Panzergrenadier Division
  - 9. Fallschirmjäger-Division
  - Panzer-Grenadier-Division “Kurmark”
- CI Corpo de Exército
  - Divisão de Infantaria “(Groß-) Berlin”
  - Divisionsstab z.b.V. 606
  - 5. Jäger Division

30 de Abril de 1945
- V Corpo de Montanha SS
  - Kampfgruppe 21ª Divisão Panzer
  - Panzer-Grenadier-Division “Kurmark”
  - 23. SS-Freiwilligen-Panzergrenadier-Division ”Nederland” (niederlandische Nr. 1)
  - 32. SS-Freiwilligen-Grenadier-Division “30. Januar”
  - 35. SS- und Polizei-Grenadier-Division
  - 36. Waffen-Grenadier-Division der SS
  - XI Corpo de Exército SS
  - 337. Volks-Grenadier-Division